# 黄鼎 (清末民初翻译家)
黄鼎（1873年—1919年），字佐廷。原籍福建同安，生于上海。清末民初翻译家。

## 生平
早年就读于圣约翰大学。毕业后于1892年赴美国留学，就读于弗吉尼亚大学（University of Virginia）。1896年毕业，次年回国。出任圣约翰大学教师。1902年出任山西大学堂译书院翻译。1904年出任美国驻上海总领事馆的翻译。
1905年，与颜惠庆共同编辑《华英字典》。1911 年，出任美国游学监督，驻扎在华盛顿特区，代表中国政府管理中国留美学生。1919年1月29日，他和两名同事在工作场所被一名身份不明的袭击者枪杀，该案的发生震惊美国。据说他是福尔摩斯侦探小说的第一位译者。